# Naoyuki Shimizu
Naoyuki Shimizu (japanska: 清水直行?, Shimizu Naoyuki), född den 24 november 1975 i Kyoto, är en japansk före detta professionell basebollspelare som spelade tolv säsonger i Nippon Professional Baseball (NPB) 2000–2011. Shimizu var högerhänt pitcher.

## Spelarkarriär
Shimizu spelade för Chiba Lotte Marines (2000–2009) och Yokohama Baystars (2010–2011). Han skadade ena knät 2012 och lyckades aldrig komma tillbaka från den skadan. Totalt spelade han 294 matcher, varav 248 starter, i grundserien och var 105–100 (105 vinster och 100 förluster) med en earned run average (ERA) på 4,16 och 1 154 strikeouts på 1 677,1 innings pitched.
Shimizu tog brons för Japan vid olympiska sommarspelen 2004 i Aten. Han spelade två matcher och var 1–0 med en ERA på 3,72.
Shimizu representerade även Japan vid World Baseball Classic 2006, en turnering som Japan vann. Han spelade två matcher och hade en ERA på 4,15.

## Tränarkarriär
Shimizu anlitades 2014 som tränare av Nya Zeelands landslag. Fyra år senare fick han jobb som assisterande tränare (pitching coach) för sin gamla klubb Chiba Lotte Marines. Han blev 2020 huvudtränare för den nybildade klubben Ryukyu Blue Oceans från Okinawa.